# Audi A8
De Audi A8 is een luxe-sedan uit het topklasse-segment van het Duitse automerk Audi. Het is de opvolger van de Audi V8.

## Eerste generatie (D2)

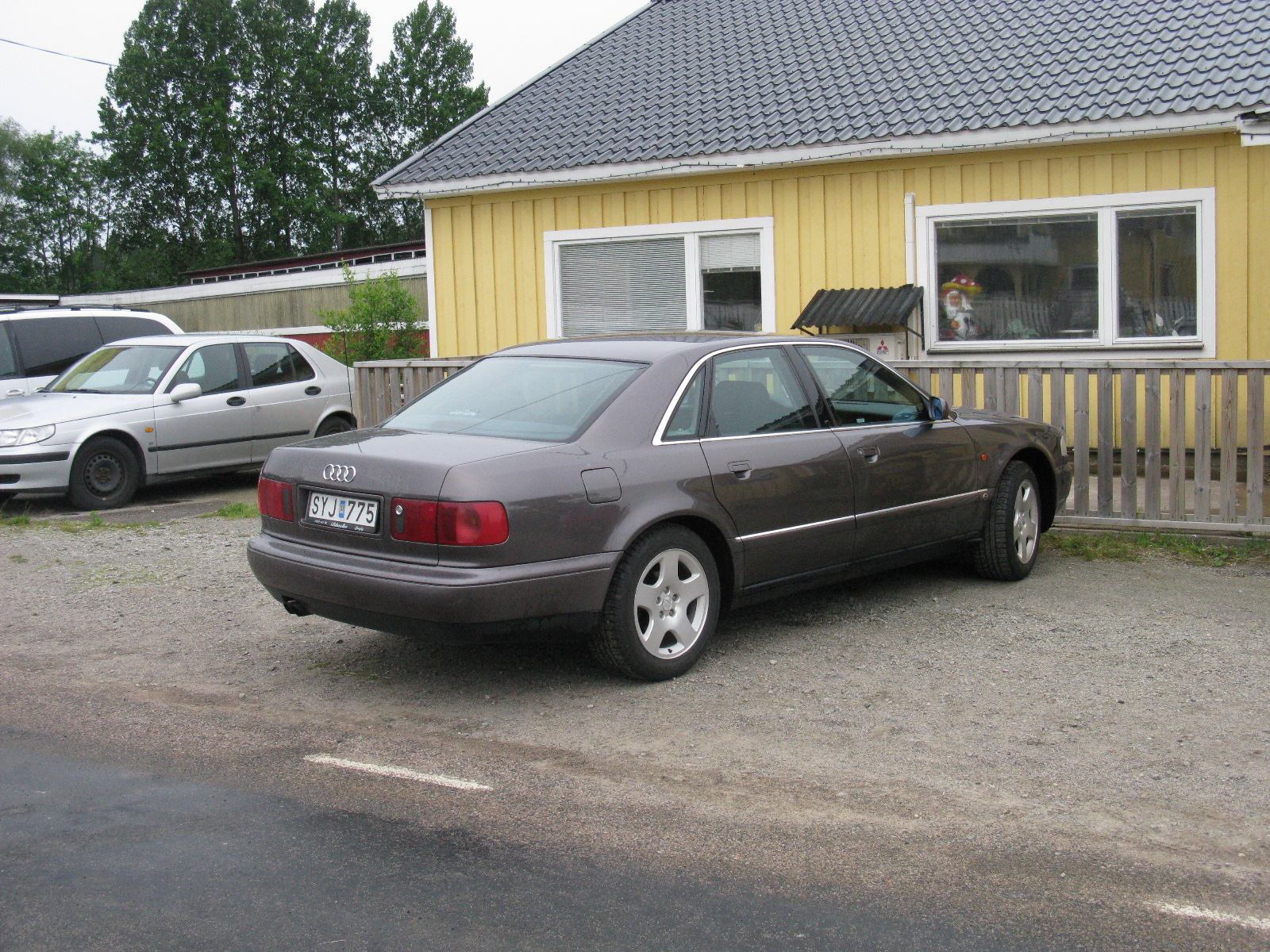
Achterzijde

In 1994 werd de eerste Audi A8 voorgesteld aan het publiek. Het was toen de eerste luxesedan met een volledig aluminium carrosserie, genaamd ASF (Audi Space Frame) en tevens 's werelds eerste auto met een volledig aluminium platform. Door het gebruik van aluminium bleef de A8 lichter dan zijn directe concurrenten. Dit waren onder andere de BMW 7-serie, Mercedes-Benz S-Klasse. Bovendien was de A8 in die tijd als enige met vierwielaandrijving (quattro) te bestellen. Ook was de A8 vanaf 1999 te verkrijgen met een verlengde wielbasis (Lang), de A8L. Dit kwam ten goede van de achterpassagiers. De A8 (interne fabriekscode Typ 4D) maakte gebruik van Audi's nieuw ontwikkelde lichtgewicht D2-platform vervaardigd uit aluminium. Hoewel er ook nog een D1-platform is, waar de Volkswagen Phaeton gebruik van maakt, is dit het eerste D-platform.
De basismotor was een 2,8-liter V6 met voorwielaandrijving die ook verkrijgbaar was met vierwielaandrijving. In 1996 werd de motor vervangen voor exemplaar met vijf kleppen per cilinder. Verder was er nog een 3,7 en 4,2-liter V8-motor, waarvan laatst genoemde ook gebruikt werd in de Audi S8. In 2001 kwam er de net ontwikkelde 6,0-liter W12-motor op de markt. Omdat de twaalfcilindermotor op het laatste moment nog geïntroduceerd is, zijn er slechts een zeer klein aantal van geproduceerd.
De dieselmotoren verschenen later met onder andere verschillende varianten van de 2,5-liter V6 TDI. In 2000 verscheen er een 3,3-liter V8 TDI wat Audi's eerste dieselmotor met common-rail-inspuit technologie was.

### S8
In 1996 werd er een sportieve versie van de A8 geïntroduceerd, de Audi S8. Hiermee was Audi een van de eersten die een sportieve limousine op de markt bracht.

### Facelift
In 1999 werd de A8 geüpdatet, de aanpassingen omvatten onder andere nieuwe kleuren, een grotere passagiersspiegel en verschillende veranderingen in het interieur.

### Motoren
Benzine
| 2.8            | V6  | 174 pk | 250 Nm | handgeschakelde 5-bak / 4-traps automaat | 9,1 / 10,2 s | 228 / 226 km/h | 1994 - 1997 |
| 2.8 quattro    | V6  | 174 pk | 250 Nm | handgeschakelde 5-bak / 4-traps automaat | 9,1 / 10,5 s | 228 / 225 km/h | 1994 - 1997 |
| 2.8 5V         | V6  | 193 pk | 280 Nm | handgeschakelde 5-bak / 5-traps automaat | 8,4 /9,9 s   | 236 / 233 km/h | 1996 - 2002 |
| 2.8 5V quattro | V6  | 193 pk | 280 Nm | handgeschakelde 5-bak / 5-traps automaat | 8,5 / 10,1 s | 235 / 232 km/h | 1996 - 2002 |
| 3.7            | V8  | 230 pk | 315 Nm | 5-traps automaat                         | 8,7 s        | 247 km/h       | 1995 - 1999 |
| 3.7 quattro    | V8  | 230 pk | 315 Nm | 5-traps automaat                         | 9,1 s        | 245 km/h       | 1995 - 1999 |
| 3.7 5V         | V8  | 260 pk | 350 Nm | 5-traps automaat                         | 8,1 s        | 250 km/h       | 1999 - 2002 |
| 3.7 5V quattro | V8  | 260 pk | 350 Nm | 5-traps automaat                         | 8,6 s        | 250 km/h       | 1999 - 2002 |
| 4.2 quattro    | V8  | 300 pk | 400 Nm | 4-traps automaat                         | 7,3 s        | 250 km/h       | 1995 - 1999 |
| 4.2 5V quattro | V8  | 350 pk | 420 Nm | 5-traps automaat                         | 6,9 s        | 250 km/h       | 1999 - 2002 |
| 6.0 quattro    | W12 | 420 pk | 550 Nm | 5-traps automaat                         | 5,8 s        | 250 km/h       | 2001 - 2002 |
| S8 quattro     | V8  | 340 pk | 410 Nm | handgeschakelde 6-bak / 5-traps automaat | 5,5 / 6,8 s  | 250 / 250 km/h | 1996 - 1999 |
| S8 quattro     | V8  | 360 pk | 430 Nm | handgeschakelde 6-bak / 5-traps automaat | 5,4 / 6,6 s  | 250 / 250 km/h | 1999 - 2002 |

| 4.2 5V quattro | V8  | 310 pk | 410 Nm | 5-traps automaat | 7,0 s | 250 km/h | 2000 - 2002 |
| 6.0 quattro    | W12 | 420 pk | 550 Nm | 5-traps automaat | 5,8 s | 250 km/h | 2001 - 2002 |

Diesel
| 2.5 TDI         | V6 | 150 pk | 310 Nm | handgeschakelde 6-bak / 5-traps automaat | 9,9 / 11,0 s | 220 / 214 km/h | 1997 - 2001 |
| 2.5 TDI quattro | V6 | 150 pk | 310 Nm | 4-traps automaat                         | 11,3 s       | 213 km/h       | 1997 - 2001 |
| 2.5 TDI         | V6 | 180 pk | 370 Nm | handgeschakelde 6-bak / 5-traps automaat | 8,8 / 9,3 s  | 227 / 225 km/h | 2001 - 2002 |
| 2.5 TDI quattro | V6 | 180 pk | 370 Nm | 5-traps automaat                         | 9,9 s        | 224 km/h       | 2001 - 2002 |
| 3.3 TDI quattro | V8 | 225 pk | 480 Nm | 5-traps automaat                         | 8,2 s        | 242 km/h       | 2000 - 2002 |

## Tweede generatie (D3)

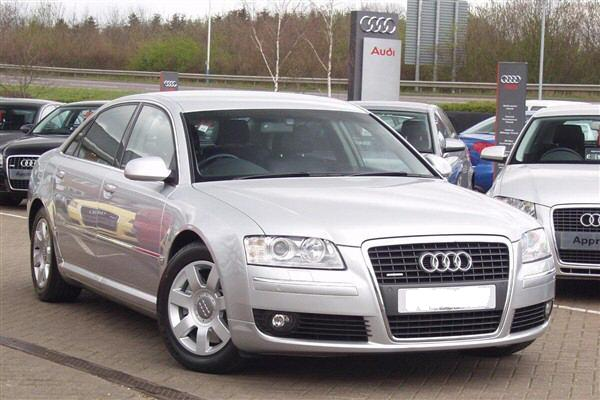
Audi A8 D3, 1e facelift

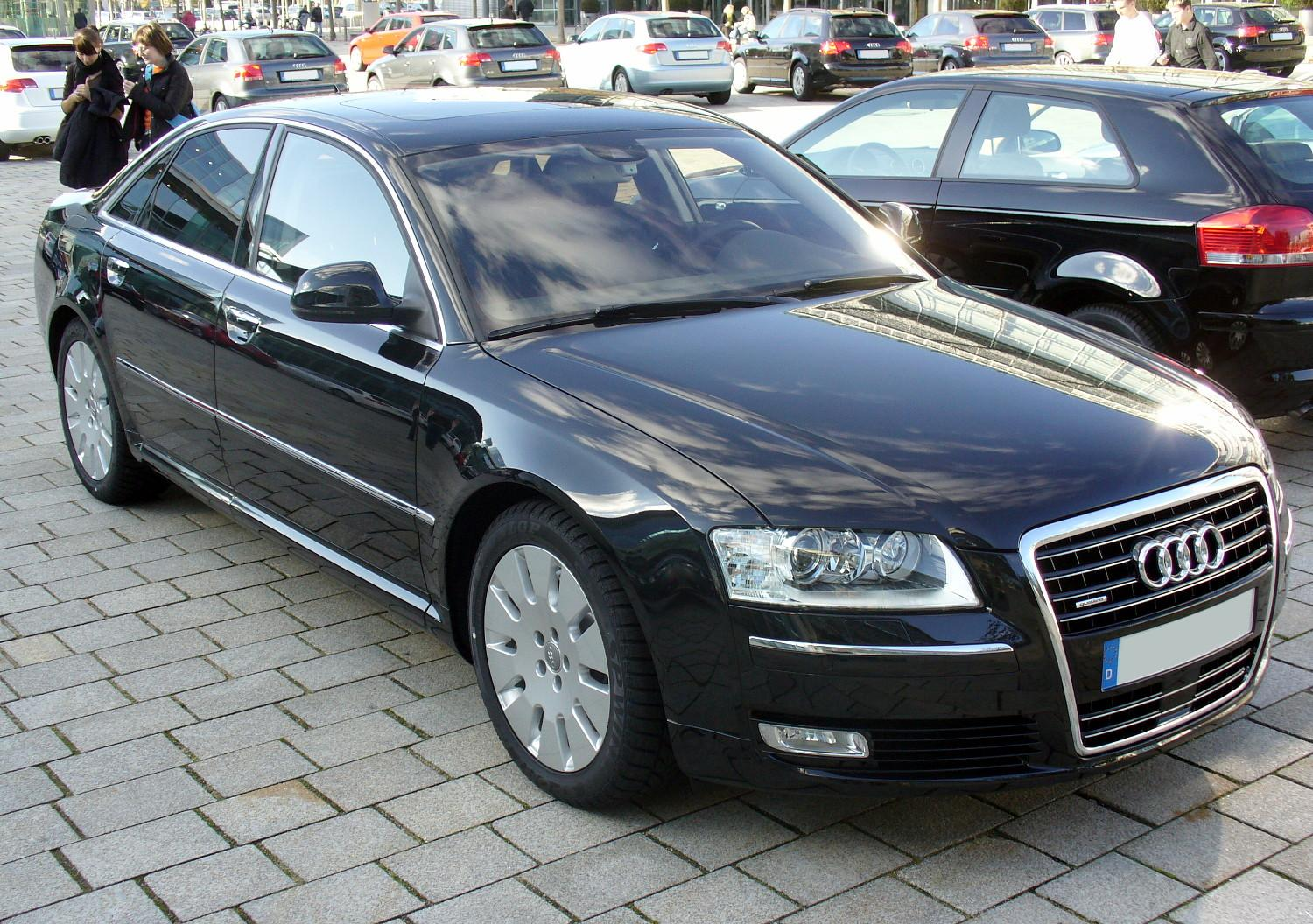
Audi A8 D3, 2e facelift

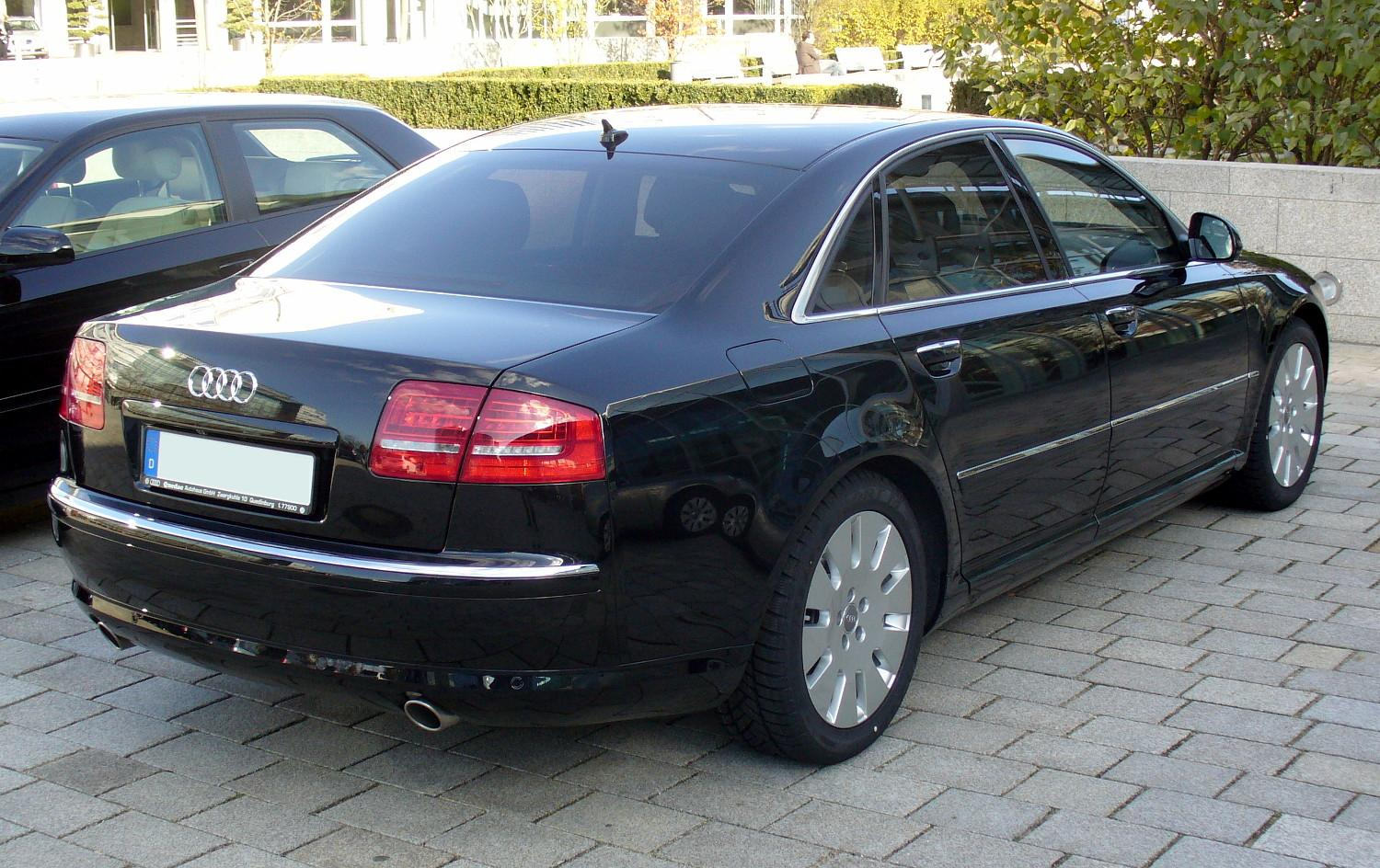
Achterzijde

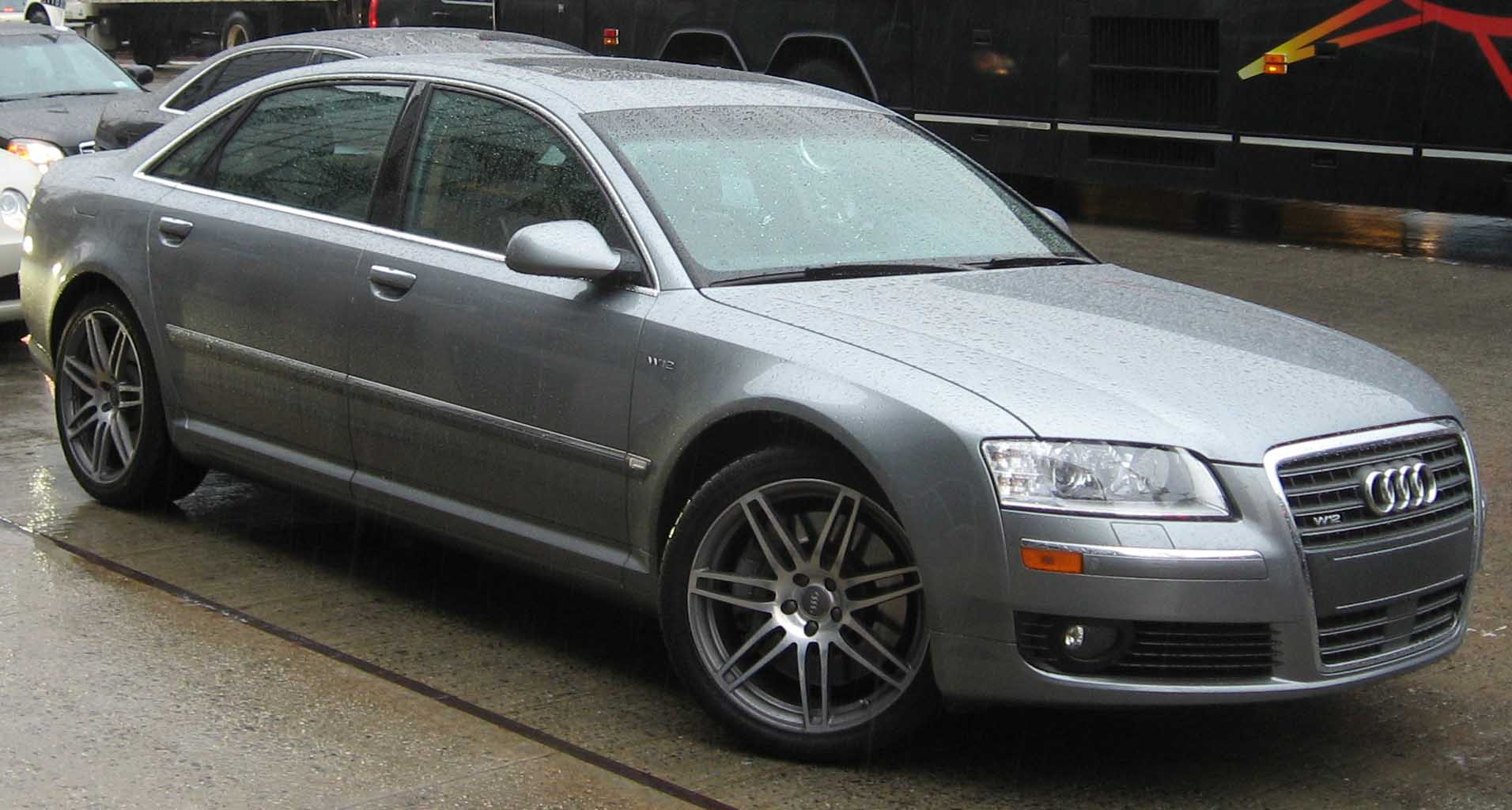
Audi A8 6.0L W12

In 2003 kwam de tweede generatie A8 (interne fabriekscode Typ 4E) op de markt, hij werd iets groter en maakt gebruik van het D3-platform. Met de vernieuwde A8 wilde Audi een sportieve limousine creëren, mede omdat de Volkswagen Phaeton al op comfort is afgestemd. Audi claimde dat het de sportiefste limousine in zijn soort is. 
Een technische noviteit op de Audi A8 is de toepassing van LED-technologie in de koplampen, die vanwege het geringe energieverbruik nauwelijks nog voor een hoger brandstofverbruik zorgt. Audi paste FSI-inspuittechnologie toe voor de benzinemotoren en common-rail-injectie voor de TDI-dieselmotoren. 
Voor de lichtere motoren is de A8 beschikbaar met multitronic, een Continu Variabele Transmissie. Daarnaast is er een 6-traps Tiptronic automatische versnellingsbak waarmee ook handmatig schakelen mogelijk is. Ook het motoraanbod werd helemaal vernieuwd op de 3,7 V8 en 4,2 V8 na. Beide motor stegen echter wel in vermogen. Ook werd er een nieuwe 4,0-liter V8 TDI-dieselmotor leverbaar met 275 pk en een begrensd koppel van 650 Nm.

### A8 W12
In 2004 kwam er een speciale versie van de Audi A8 op de markt: de Audi A8 W12. Deze limousine heeft de doorontwikkelde twaalfcilindermotor van 450 pk, begrensd op een snelheid van 250 km/u. Deze snelheid kan deze auto in minder dan 30 seconden halen. De krachtbron is gekoppeld aan een zestraps tiptronic-automaat die eventueel zelf vanaf het stuur te bedienen is. 
De W12 had als enige A8 de nieuwe single-frame-grille, de andere hadden nog de klassieke Audi-grille, later werd de nieuwe grille op iedere A8 toegepast. Daarnaast heeft de auto standaard quattro-vierwielaandrijving en automatisch geregelde luchtvering. De W12 werd het stokpaardje van Audi, samen met de R8. Deze wagen werd gebruikt in de films The Transporter 2 en The Transporter 3 met o.a. Jason Statham. De Audi A8 L 6.0 W12 is de duurste verkrijgbare Audi, zelfs de standaardversie van de R8 is goedkoper.

### Facelift
In 2005 onderging de A8 D3 een lichte restyling. Alle modellen kregen vanaf nu de single-frame-grille die op de A8 W12 debuteerde. Ook werd de 4,0-liter V8 TDI vervangen voor een krachtigere 4,2-liter V8 TDI. Omdat Audi geen geschikte versnellingsbak in huis had is het koppel van deze motor begrensd op 650 Nm. 
In 2007 werd de motor in de Audi Q7 leverbaar waarbij er een versterkte versnellingsbak wordt gebruikt. Hierdoor heeft de motor in de Q7 een koppel van 760 Nm. Daarnaast werd ook de 3,0-liter V6 vervangen voor een 3,2-liter V6 FSI met directe benzine-inspuiting.

### S8
In 2006 is de Audi S8 op de markt gekomen, dit is een sportieve versie van de A8 met een 5,2-liter V10 FSI-motor, die gebaseerd is op de V10 van de Lamborghini Gallardo en ook in de S6 te vinden is. Door middel van een 2 millimeter grotere boring nam de cilinderinhoud met 0,2-liter toe ten opzichte van de 5,0-liter metende V10 van Lamborghini. Daarnaast kreeg de motor ook directe benzine-inspuiting en werd het koppel hoger. De motor levert 450 pk en 540 Nm en heeft daarmee hetzelfde vermogen als de W12-versie, die nog wel meer trekkracht heeft.

### Facelift
In 2007 kreeg de A8 opnieuw een lichte update, voortaan heeft de auto standaard de stuurinrichting van de S8 en ook de luchtvering werd gewijzigd. Ook kwam er nieuwe basismotor, een 2,8-liter V6 FSIe. De 'e' staat voor zuinige modellen van Audi. De A8 D3 werd begin 2010 opgevolgd door de D4.

### Motoren
Benzine
| A8       | A8    | A8       | A8     | A8             | A8             | A8          | A8          | A8          | A8 |
| Type     | Motor | Vermogen | Koppel | Aandrijving    | Gewicht        | 0–100 km/u  | Topsnelheid | Jaartal     |    |
| -------- | ----- | -------- | ------ | -------------- | -------------- | ----------- | ----------- | ----------- | -- |
| 2.8 FSIe | V6    | 210 pk   | 280 Nm | voor           | 1690 kg        | 8,0 s       | 238 km/u    | 2007 - 2010 |    |
| 3.0      | V6    | 220 pk   | 300 Nm | voor           | 1670 kg        | 8,1 s       | 242 km/u    | 2004 - 2005 |    |
| 3.2 FSI  | V6    | 260 pk   | 330 Nm | voor / quattro | 1690 / 1785 kg | 7,7 / 7,7 s | 250 km/u    | 2005 - 2010 |    |
| 3.7      | V8    | 280 pk   | 360 Nm | quattro        | 1770 kg        | 7,3 s       | 250 km/u    | 2002 - 2006 |    |
| 4.2      | V8    | 335 pk   | 430 Nm | quattro        | 1780 kg        | 6,3 s       | 250 km/u    | 2002 - 2006 |    |
| 4.2 FSI  | V8    | 350 pk   | 440 Nm | quattro        | 1800 kg        | 6,1 s       | 250 km/u    | 2006 - 2010 |    |
| 6.0      | W12   | 450 pk   | 580 Nm | quattro        | 1960 kg        | 5,1 s       | 250 km/u    | 2005 - 2010 |    |
| S8       | V10   | 450 pk   | 540 Nm | quattro        | 1940 kg        | 5,1 s       | 250 km/u    | 2006 - 2010 |    |

| A8 L    | A8 L  | A8 L     | A8 L   | A8 L        | A8 L    | A8 L       | A8 L        | A8 L        | A8 L |
| Type    | Motor | Vermogen | Koppel | Aandrijving | Gewicht | 0–100 km/u | Topsnelheid | Jaartal     |      |
| ------- | ----- | -------- | ------ | ----------- | ------- | ---------- | ----------- | ----------- | ---- |
| 3.0     | V6    | 220 pk   | 300 Nm | voor        | 1720 kg | 8,3 s      | 242 km/u    | 2004 - 2005 |      |
| 3.2 FSI | V6    | 260 pk   | 330 Nm | voor        | 1740 kg | 7,9 s      | 250 km/u    | 2005 - 2010 |      |
| 4.2     | V8    | 335 pk   | 430 Nm | quattro     | 1830 kg | 6,4 s      | 250 km/u    | 2003 - 2006 |      |
| 4.2 FSI | V8    | 350 pk   | 440 Nm | quattro     | 1850 kg | 6,3 s      | 250 km/u    | 2006 - 2010 |      |
| 6.0     | W12   | 450 pk   | 580 Nm | quattro     | 1995 kg | 5,2 s      | 250 km/u    | 2004 - 2010 |      |

Diesel
| A8      | A8    | A8       | A8     | A8          | A8      | A8         | A8          | A8          | A8 |
| Type    | Motor | Vermogen | Koppel | Aandrijving | Gewicht | 0–100 km/u | Topsnelheid | Jaartal     |    |
| ------- | ----- | -------- | ------ | ----------- | ------- | ---------- | ----------- | ----------- | -- |
| 3.0 TDI | V6    | 233 pk   | 450 Nm | quattro     | 1830 kg | 7,8 s      | 243 km/u    | 2004 - 2010 |    |
| 4.0 TDI | V8    | 275 pk   | 650 Nm | quattro     | 1940 kg | 6,7 s      | 250 km/u    | 2003 - 2005 |    |
| 4.2 TDI | V8    | 326 pk   | 650 Nm | quattro     | 1945 kg | 5,9 s      | 250 km/u    | 2005 - 2010 |    |

| A8 L    | A8 L  | A8 L     | A8 L   | A8 L        | A8 L    | A8 L       | A8 L        | A8 L        | A8 L |
| Type    | Motor | Vermogen | Koppel | Aandrijving | Gewicht | 0–100 km/u | Topsnelheid | Jaartal     |      |
| ------- | ----- | -------- | ------ | ----------- | ------- | ---------- | ----------- | ----------- | ---- |
| 3.0 TDI | V6    | 233 pk   | 450 Nm | quattro     | 1880 kg | 7,9 s      | 243 km/u    | 2005 - 2010 |      |
| 4.0 TDI | V8    | 275 pk   | 650 Nm | quattro     | 1990 kg | 6,8 s      | 250 km/u    | 2004 - 2005 |      |
| 4.2 TDI | V8    | 326 pk   | 650 Nm | quattro     | 1995 kg | 6,1 s      | 250 km/u    | 2005 - 2010 |      |

## Derde generatie (D4)

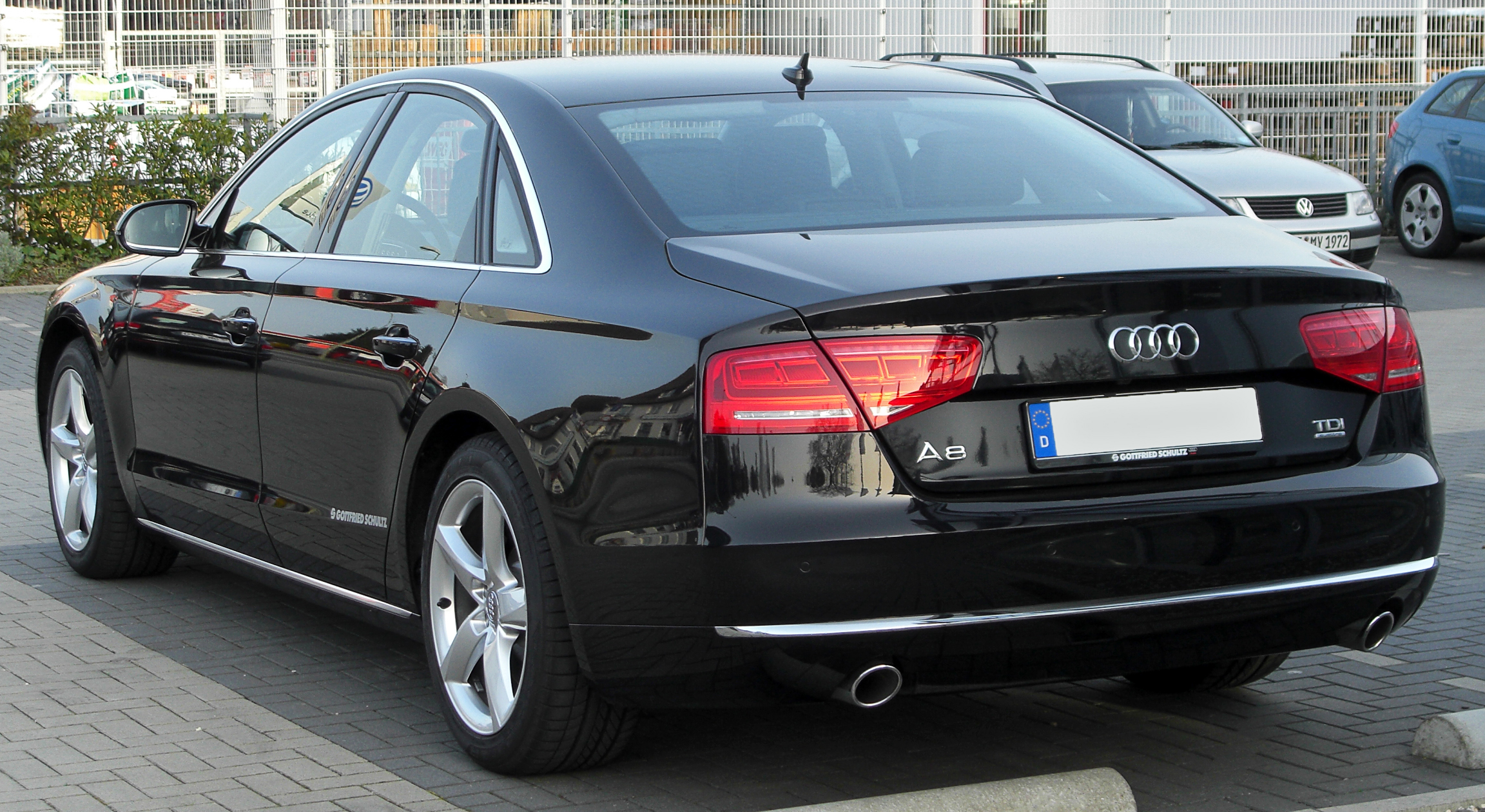
A8 D4 achterzijde

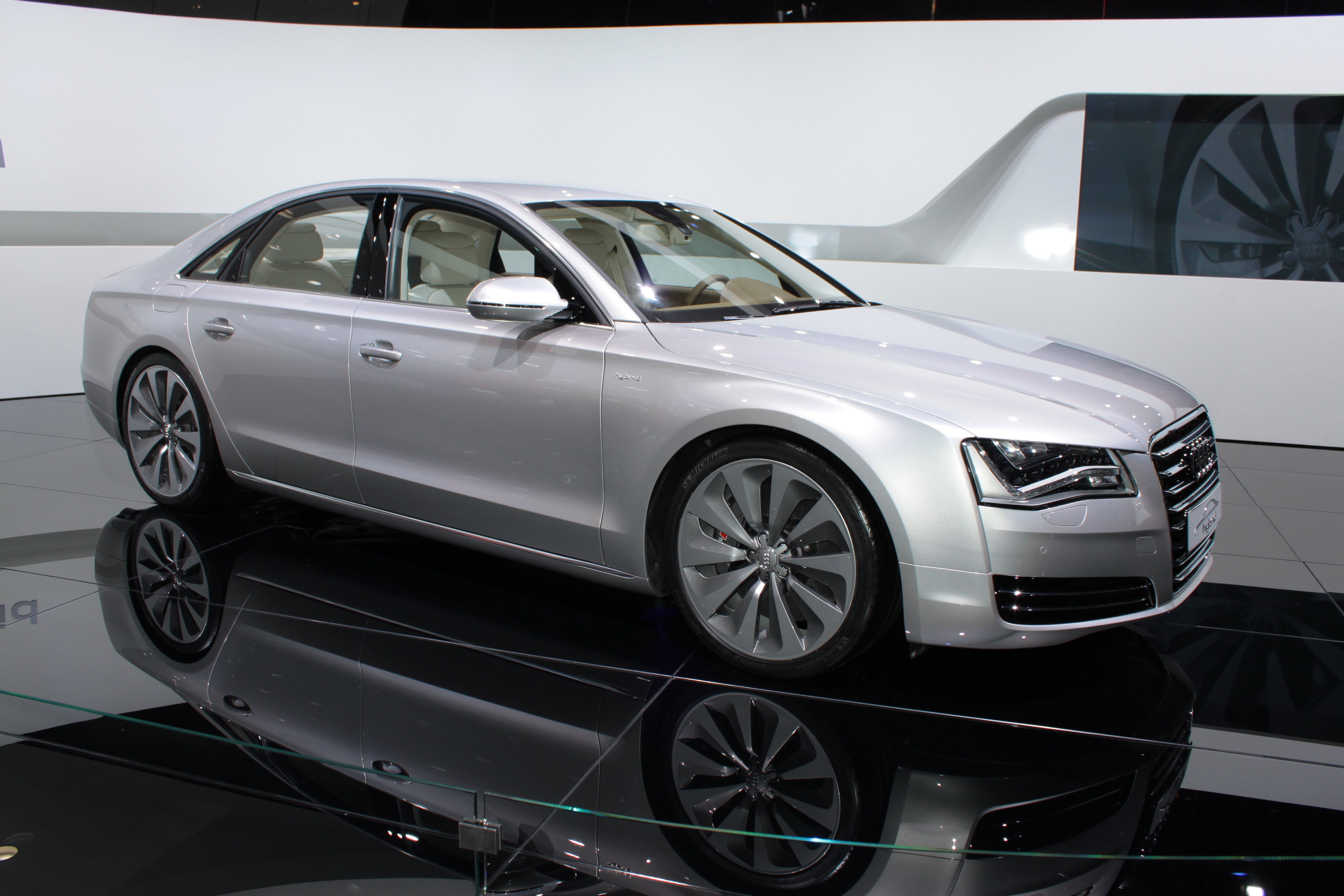
A8 Hybrid Concept op de Autosalon van Genève 2010

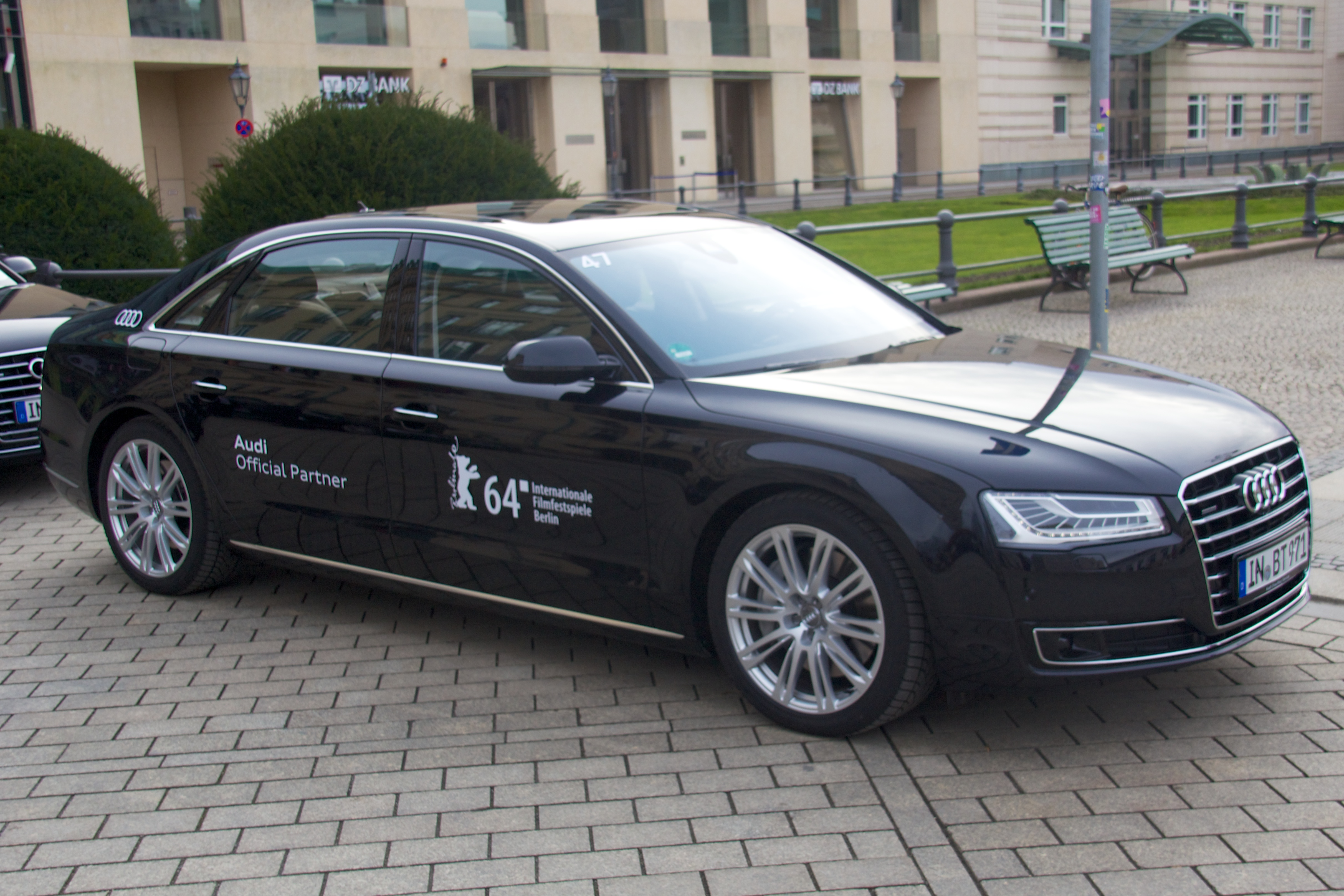
A8 D4 facelift

De derde generatie van de Audi A8 (interne fabriekscode Typ 4H) zou aanvankelijk op de IAA in Frankfurt in september 2009 worden voorgesteld maar dit werd uitgesteld tot eind 2009. De nieuwe A8 beleefde zijn debuut op 1 december 2009 in Miami.
De nieuwe A8 is gebouwd op het nieuwe gemeenschappelijke MLP-platform en heeft een wielbasis van 2,99 m. De lengte nam toe tot 5,14 m. Ook deze A8 maakt weer gebruik van het ASF zodat de auto relatief licht blijft. Een andere maatregel tegen het gewicht zijn de aluminium remklauwen die een gewichtsbesparing van 3,75 kg per wiel opleveren. Standaard is er quattro-vierwielaandrijving aanwezig met een 40:60 (voor:achter) verhouding met optioneel een sportdifferentieel in de achteras.
De A8 is in eerste instantie alleen leverbaar met een 4.2 V8 FSI-benzinemotor van 372 pk en een 4.2 V8 TDI-dieselmotor van 350 pk die standaard gekoppeld zijn aan een nieuwe 8-traps tiptronic-automaat. De 4.2 FSI accelereert in 5,7 seconden van 0 naar 100 km/u, de 4.2 TDI doet dit in 5,5 seconden. Beide modellen zijn begrensd op 250 km/u. In de loop van 2010 werden nog twee 3.0 V6 TDI-dieselmotoren leverbaar van 204 en 250 pk en een 3.0 V6 TFSI-benzinemotor.
Extra veiligheidsopties die op de A8 leverbaar zijn omvatten o.a. een Adaptive Cruise Control (ACC), een infraroodcamera, een radar en een verkeersbordenindicator. Verder kan de auto voorzien worden van adaptieve luchtvering, een Bang & Olufsen Advanced Sound System, een GPRS-module voor datatransmissie en volledige led-verlichting.

### A8 Hybrid Concept
Op de Autosalon van Genève 2010 werd de A8 Hybrid Concept voorgesteld. Deze hybride-versie van de A8 beschikt over dezelfde aandrijflijn als de Audi Q5 Hybrid. Het gemiddelde verbruik van deze A8 Hybrid Concept bedraagt 6,2 liter per 100 km en de CO2-uitstoot 144 gram per kilometer. Over een sprint van 0 naar 100 km/h doet de auto 7,6 seconden en de topsnelheid ligt op 235 km/h. Wanneer de A8 Hybrid in productie gaat is nog niet bekend.

### A8 L
Op 16 april 2010 werd de A8 L met lange wielbasis bekendgemaakt die op 23 april in Peking in China onthuld werd. De wielbasis van de verlengde A8 nam met 130 mm toe tot 3122 mm ten opzichte van de normale A8 waarmee de totale lengte uitkomt op 5267 mm. 
De A8 L wordt tevens met een grondig vernieuwde W12-motor geïntroduceerd. De cilinderinhoud is vergroot van 6,0 tot 6,3-liter en de motor is voorzien van directe benzine-inspuiting (FSI). Daarmee steeg het maximumvermogen tot 500 pk en het koppel tot 625 Nm bij 3250 tpm. Samen met de nieuwe 8-traps tiptronic-automaat zorgt dit ervoor dat de A8 L W12 in 4,9 seconden van 0 naar 100 km/u accelereert. Het verbruik daalde volgens Audi met 12% naar 12,0 l/100 km. 
Het motorgamma van de A8 L wordt later uitgebreid met de 3.0 V6 TFSI- en 4.2 V8 FSI-benzinemotoren en de 3.0 V6 TDI- en 4.2 V8 TDI-dieselmotoren. Vanaf modeljaar 2013 zal de 4.2FSI vervangen worden door een 4.0TFSI met 309 kW/420 pk en 600 Nm. De standaard uitrusting zal gelijk zijn aan die van de 4.2FSI.

### Motoren
Benzine:
| A8                 | A8        | A8       | A8     | A8          | A8                | A8      | A8         | A8          | A8          |
| Type               | Motor     | Vermogen | Koppel | Aandrijving | Overbrenging      | Gewicht | 0–100 km/u | Topsnelheid | Jaartal     |
| ------------------ | --------- | -------- | ------ | ----------- | ----------------- | ------- | ---------- | ----------- | ----------- |
| 2.0 TFSI Hybrid    | 4-in-lijn | 245 pk   | 480 Nm | quattro     | 8-traps tiptronic | 1845 kg | 7,7 s      | 235 km/u    | 2012 - 2013 |
| 3.0 TFSI           | V6 SC     | 290 pk   | 420 Nm | quattro     | 8-traps tiptronic | 1830 kg | 6,1 s      | 250 km/u    | 2010 - 2013 |
| 3.0 TFSI           | V6 SC     | 310 pk   | 440 Nm | quattro     | 8-traps tiptronic | 1805 kg | 5,7 s      | 250 km/u    | 2013 - 2017 |
| 4.2 FSI            | V8        | 372 pk   | 445 Nm | quattro     | 8-traps tiptronic | 1835 kg | 5,7 s      | 250 km/u    | 2010 - 2012 |
| 4.0 TFSI           | V8        | 420 pk   | 600 Nm | quattro     | 8-traps tiptronic | 1870 kg | 4,6 s      | 250 km/u    | 2012 - 2013 |
| 4.0 TFSI           | V8        | 435 pk   | 600 Nm | quattro     | 8-traps tiptronic | 1895 kg | 4,5 s      | 250 km/u    | 2013 - 2017 |
| 4.0 TFSI (S8)      | V8        | 520 pk   | 650 Nm | quattro     | 8-traps tiptronic | 1950 kg | 4,2 s      | 250 km/u    | 2012 - 2013 |
| 4.0 TFSI (S8)      | V8        | 520 pk   | 650 Nm | quattro     | 8-traps tiptronic | 1965 kg | 4,1 s      | 250 km/u    | 2013 - 2017 |
| 4.0 TFSI (S8 Plus) | V8        | 605 pk   | 750 Nm | quattro     | 8-traps tiptronic | 1965 kg | 3,8 s      | 305 km/u    | 2015 - 2017 |

| A8 L     | A8 L  | A8 L     | A8 L   | A8 L        | A8 L              | A8 L    | A8 L       | A8 L        | A8 L        |
| Type     | Motor | Vermogen | Koppel | Aandrijving | Overbrenging      | Gewicht | 0–100 km/u | Topsnelheid | Jaartal     |
| -------- | ----- | -------- | ------ | ----------- | ----------------- | ------- | ---------- | ----------- | ----------- |
| 3.0 TFSI | V6 SC | 290 pk   | 420 Nm | quattro     | 8-traps tiptronic | 1880 kg | 6,2 s      | 250 km/u    | 2010 - 2013 |
| 3.0 TFSI | V6 SC | 310 pk   | 440 Nm | quattro     | 8-traps tiptronic | 1855 kg | 5,9 s      | 250 km/u    | 2013 - 2017 |
| 4.2 FSI  | V8    | 372 pk   | 445 Nm | quattro     | 8-traps tiptronic | 1885 kg | 5,8 s      | 250 km/u    | 2010 - 2012 |
| 4.0 TFSI | V8    | 420 pk   | 600 Nm | quattro     | 8-traps tiptronic | 1920 kg | 4,7 s      | 250 km/u    | 2012 - 2013 |
| 4.0 TFSI | V8    | 435 pk   | 600 Nm | quattro     | 8-traps tiptronic | 1950 kg | 4,6 s      | 250 km/u    | 2013 - 2017 |
| 6.3 FSI  | W12   | 500 pk   | 625 Nm | quattro     | 8-traps tiptronic | 2030 kg | 4,7 s      | 250 km/u    | 2011 - 2013 |
| 6.3 FSI  | W12   | 500 pk   | 625 Nm | quattro     | 8-traps tiptronic | 2050 kg | 4,6 s      | 250 km/u    | 2014 - 2017 |

Diesel:
| A8      | A8    | A8       | A8     | A8          | A8                | A8      | A8         | A8          | A8          |
| Type    | Motor | Vermogen | Koppel | Aandrijving | Overbrenging      | Gewicht | 0–100 km/u | Topsnelheid | Jaartal     |
| ------- | ----- | -------- | ------ | ----------- | ----------------- | ------- | ---------- | ----------- | ----------- |
| 3.0 TDI | V6    | 204 pk   | 400 Nm | voor        | 8-traps tiptronic | 1790 kg | 7,9 s      | 235 km/u    | 2011 - 2013 |
| 3.0 TDI | V6    | 250 pk   | 550 Nm | quattro     | 8-traps tiptronic | 1840 kg | 6,1 s      | 250 km/u    | 2010 - 2013 |
| 3.0 TDI | V6    | 258 pk   | 580 Nm | quattro     | 8-traps tiptronic | 1855 kg | 5,9 s      | 250 km/u    | 2013 - 2015 |
| 3.0 TDI | V6    | 262 pk   | 580 Nm | quattro     | 8-traps tiptronic | 1855 kg | 5,9 s      | 250 km/u    | 2015 - 2017 |
| 4.2 TDI | V8    | 350 pk   | 800 Nm | quattro     | 8-traps tiptronic | 1995 kg | 5,5 s      | 250 km/u    | 2010 - 2013 |
| 4.2 TDI | V8    | 385 pk   | 850 Nm | quattro     | 8-traps tiptronic | 2015 kg | 4,7 s      | 250 km/u    | 2013 - 2017 |

| A8 L    | A8 L  | A8 L     | A8 L   | A8 L        | A8 L              | A8 L    | A8 L       | A8 L        | A8 L        |
| Type    | Motor | Vermogen | Koppel | Aandrijving | Overbrenging      | Gewicht | 0–100 km/u | Topsnelheid | Jaartal     |
| ------- | ----- | -------- | ------ | ----------- | ----------------- | ------- | ---------- | ----------- | ----------- |
| 3.0 TDI | V6    | 250 pk   | 550 Nm | quattro     | 8-traps tiptronic | 1890 kg | 6,2 s      | 250 km/u    | 2010 - 2013 |
| 3.0 TDI | V6    | 258 pk   | 580 Nm | quattro     | 8-traps tiptronic | 1910 kg | 6,1 s      | 250 km/u    | 2013 - 2015 |
| 3.0 TDI | V6    | 262 pk   | 580 Nm | quattro     | 8-traps tiptronic | 1910 kg | 6,1 s      | 250 km/u    | 2015 - 2017 |
| 4.2 TDI | V8    | 350 pk   | 800 Nm | quattro     | 8-traps tiptronic | 2045 kg | 5,6 s      | 250 km/u    | 2010 - 2013 |
| 4.2 TDI | V8    | 385 pk   | 850 Nm | quattro     | 8-traps tiptronic | 2070 kg | 4,9 s      | 250 km/u    | 2013 - 2017 |

## Vierde generatie (D5)

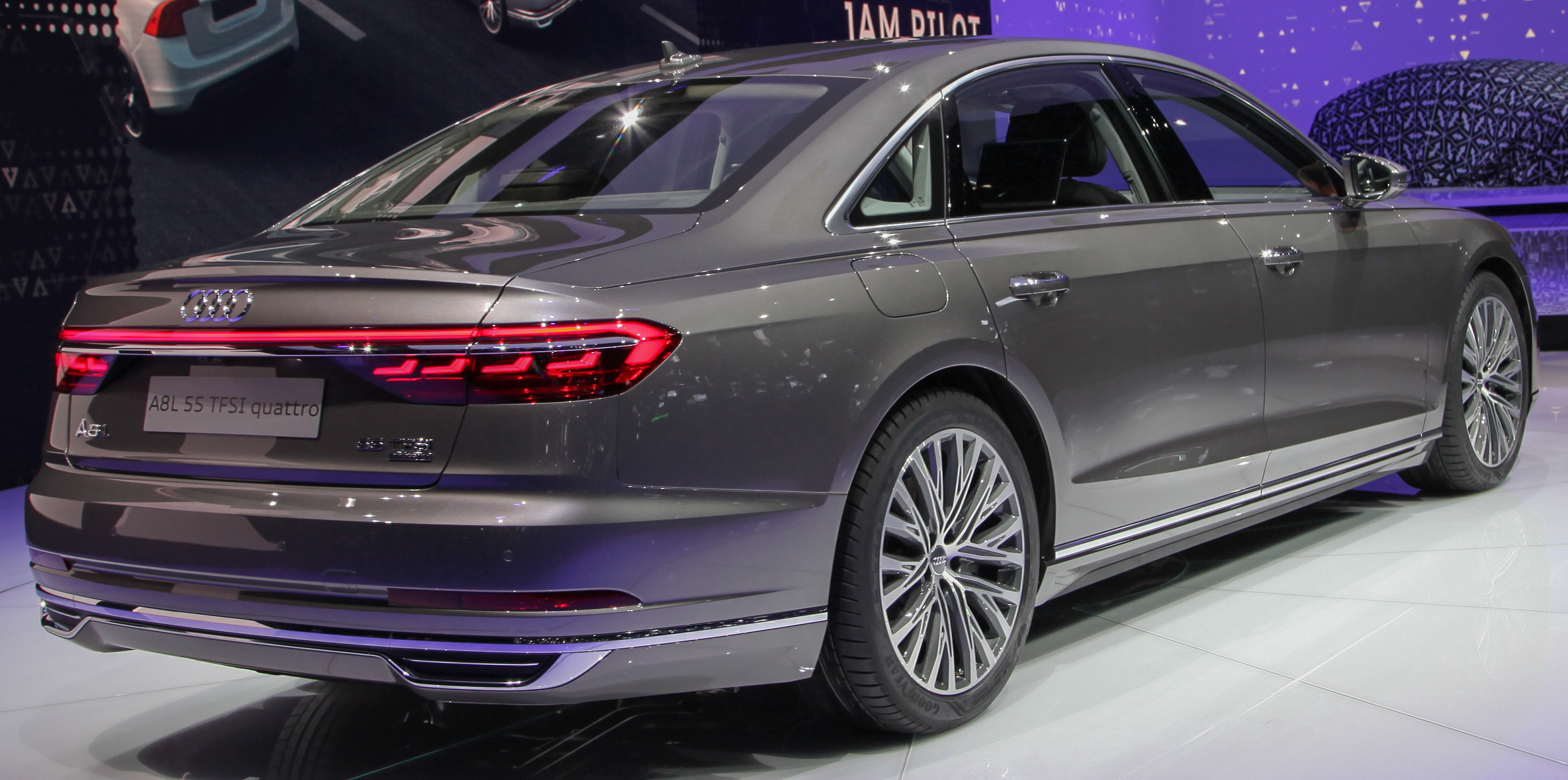
Achterzijde

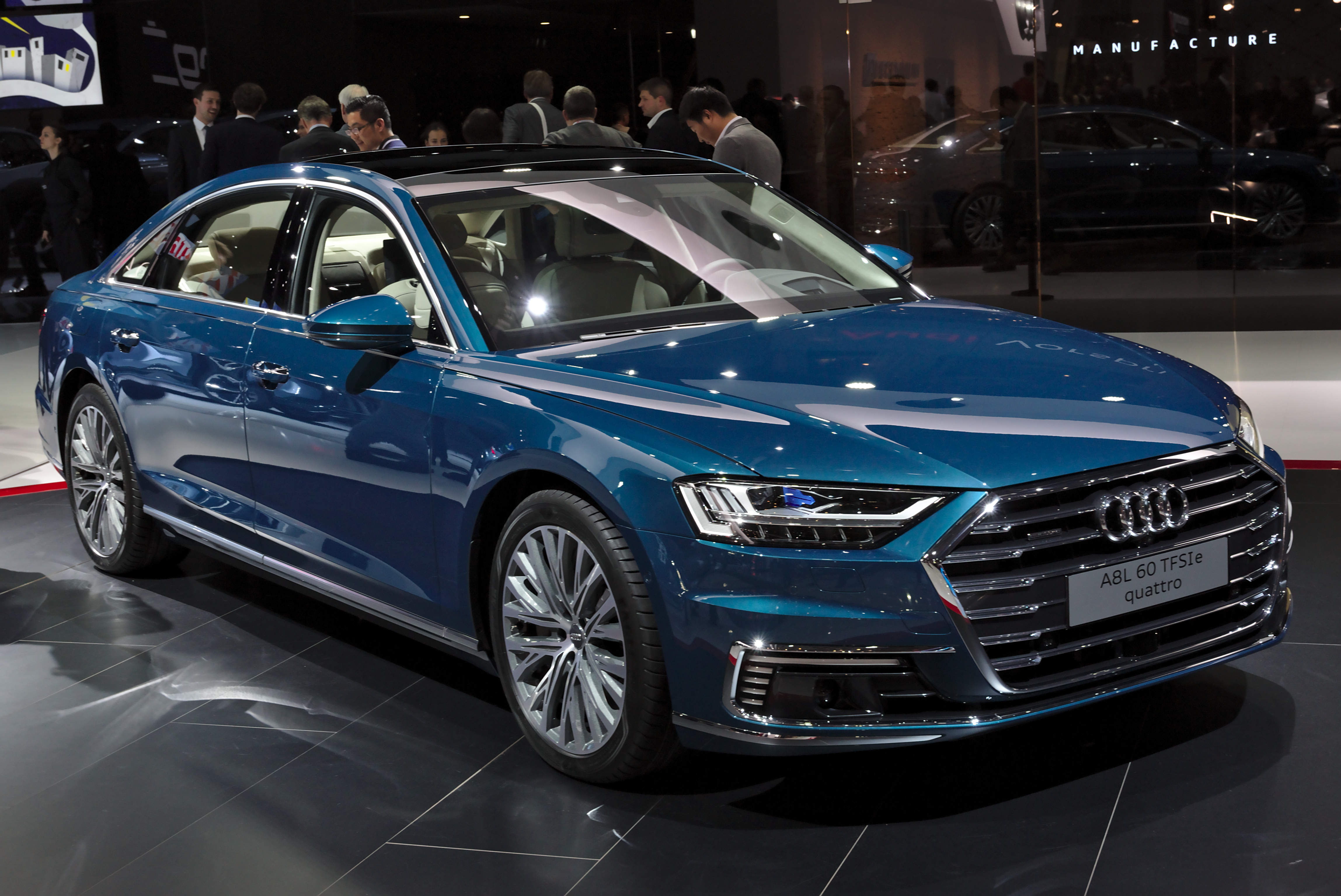
Audi A8L 60 TFSIe e-tron

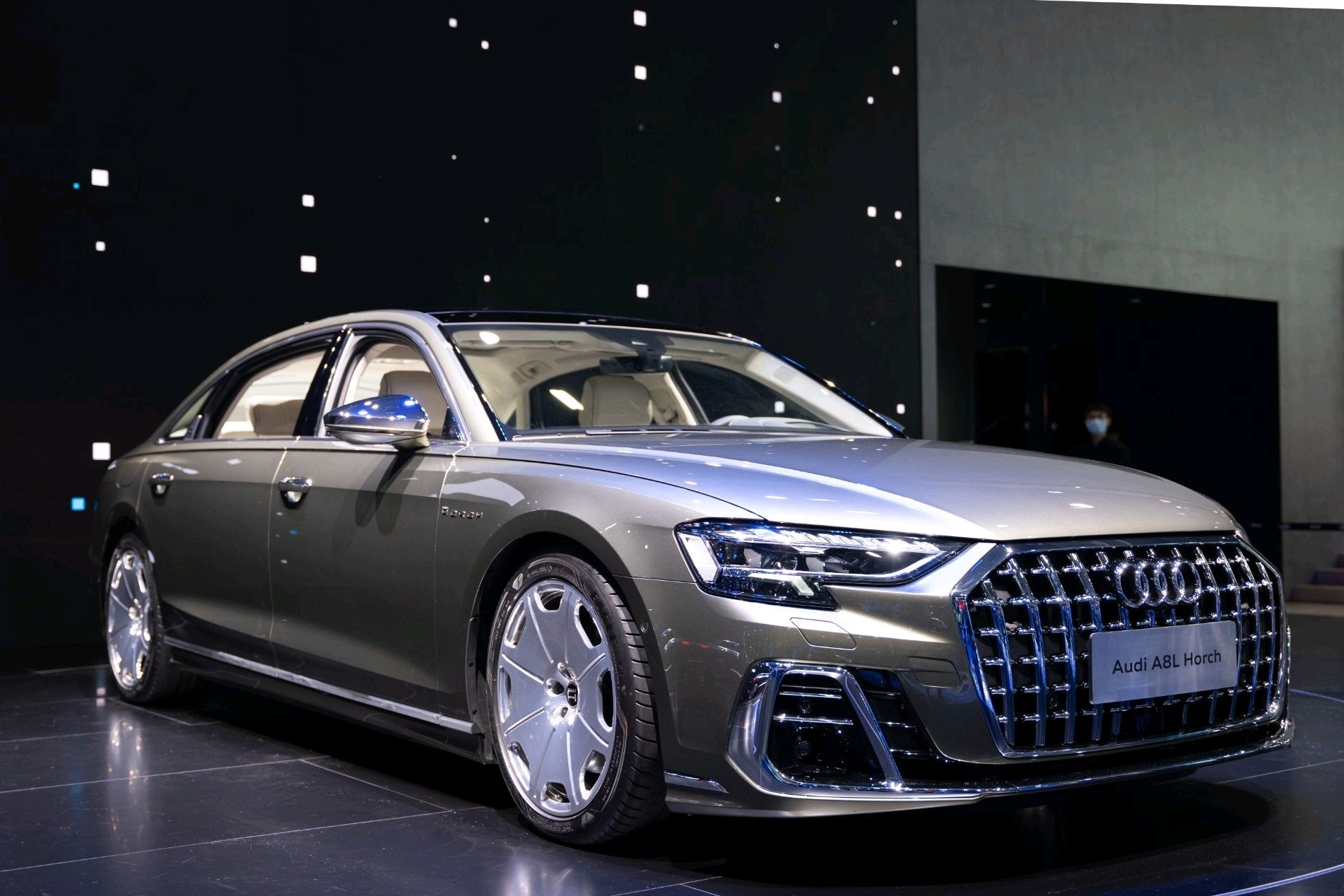
Audi A8 L Horch (China)

De vierde generatie Audi A8 werd in 2017 in Barcelona gepresenteerd. Hij is het vlaggenschip volgens de nieuwe designtaal van Audi en heeft elementen van de Audi A9 Prologue Concept. Dit is te zien in de vele scherpe vouwen, grille en de uit één stuk bestaande achterlichten. Er zijn nieuwe Matrix-LED koplampen met lasers en aan de achterkant zijn er geen zichtbare uitlaten, iets wat al eerder bij de Audi Q5 het geval was. De auto groeide iets ten opzichte van zijn voorganger maar werd tegelijkertijd lichter, dankzij het nieuwe platform.
In het interieur vallen de twee geïntegreerde schermen op. Waar Audi's infotainment voorheen met een MMI-draaiknop bediend werd, is het nu volledig touchscreen geworden. Het onderste scherm heeft een nieuwe technologie, waar er feedback is het scherm verwerkt werd. Dit om het gevoel van traditionele knoppen te behouden. Hier wordt ook de airconditioning bediend, en het fungeert als een toetsenbord als er iets voor het bovenste scherm moet worden ingetikt. Het bovenste scherm is een normale touchscreen, waar navigatie en andere zaken te zien zijn. 
Ook is de A8 altijd voorzien van de Audi Virtual Cockpit. Er zijn normale en comfortstoelen, die met Leder Valcona of Leder Valetta bekleed kunnen worden. Voor de decoratielijsten kan men onder andere uit essenhout, eucalyptushout en wortelnotenhout kiezen. Ook het stuur is nieuw. Er zijn verschillende audiosystemen te krijgen, met als duurste optie de Bang & Olufsen Advanced 3D Sound met 19 speakers en meer dan 1400 watt.
In het begin is de A8 alleen als 55 TFSI en 50 TDI te krijgen. Dit zijn de nieuwe namen die Audi aan hun motoren gaat geven, voorheen heten deze de 3.0 TFSI en 3.0 TDI. Ze leveren 360 pk en 286 pk respectievelijk. Later komen ook de 60 (4.0) TFSI met 460 pk, 60 (4.0) TDI met 435 pk en A8 60 (3.0) TFSI E-tron, die een plug-inhybride is met 450 pk. Ook komt de A8 L W12 quattro weer terug, ditmaal met het 6,0 liter grote turboblok uit de Bentley Bentayga met 585 pk. In elke uitvoering is vierwielaandrijving en een 8-traps Tiptronic van de partij. De A8 staat standaard op adaptieve luchtvering en heeft optioneel vierwielbesturing.
Ook komt de A8 met een groot scala aan veiligheidssystemen. De A8 is de eerste auto ter wereld met level 3 autonoom rijden. Dit betekent dat de auto tot snelheden van 60 km/u volledig zelf kan rijden.

### Motoren
Benzine:
| A8         | A8       | A8    | A8       | A8     | A8          | A8                | A8      | A8         | A8          | A8          |
| Aanduiding | Type     | Motor | Vermogen | Koppel | Aandrijving | Overbrenging      | Gewicht | 0–100 km/u | Topsnelheid | Jaartal     |
| ---------- | -------- | ----- | -------- | ------ | ----------- | ----------------- | ------- | ---------- | ----------- | ----------- |
| 55 TFSI    | 3.0 TFSI | V6 T  | 340 pk   | 500 Nm | quattro     | 8-traps tiptronic | 1995 kg | 5,6 s      | 250 km/u    | 2017 - 2018 |
| 55 TFSI    | 3.0 TFSI | V6 T  | 340 pk   | 500 Nm | quattro     | 8-traps tiptronic | 2005 kg | 5,6 s      | 250 km/u    | 2019 - 2020 |
| S8         | 4.0 TFSI | V8 T  | 571 pk   | 800 Nm | quattro     | 8-traps tiptronic | 2305 kg | 3,8 s      | 250 km/u    | 2020 - 2022 |

| A8L        | A8L      | A8L   | A8L      | A8L    | A8L         | A8L               | A8L     | A8L        | A8L         | A8L         |
| Aanduiding | Type     | Motor | Vermogen | Koppel | Aandrijving | Overbrenging      | Gewicht | 0–100 km/u | Topsnelheid | Jaartal     |
| ---------- | -------- | ----- | -------- | ------ | ----------- | ----------------- | ------- | ---------- | ----------- | ----------- |
| 55 TFSI    | 3.0 TFSI | V6 T  | 340 pk   | 500 Nm | quattro     | 8-traps tiptronic | 2020 kg | 5,7 s      | 250 km/u    | 2017 - 2018 |
| 55 TFSI    | 3.0 TFSI | V6 T  | 340 pk   | 500 Nm | quattro     | 8-traps tiptronic | 2030 kg | 5,7 s      | 250 km/u    | 2019 - 2020 |

PHEV:
| A8         | A8       | A8    | A8                    | A8                  | A8          | A8               | A8      | A8         | A8          | A8          |
| Aanduiding | Type     | Motor | Gecombineerd vermogen | Gecombineerd koppel | Aandrijving | Overbrenging     | Gewicht | 0–100 km/u | Topsnelheid | Jaartal     |
| ---------- | -------- | ----- | --------------------- | ------------------- | ----------- | ---------------- | ------- | ---------- | ----------- | ----------- |
| 60 TFSI e  | 3.0 TFSI | V6    | 449 pk                | 700 Nm              | quattro     | 8-traps S tronic | 2375 kg | 4,9 s      | 250 km/u    | 2019 - 2022 |

| A8L        | A8L      | A8L   | A8L                   | A8L                 | A8L         | A8L              | A8L     | A8L        | A8L         | A8L         |
| Aanduiding | Type     | Motor | Gecombineerd vermogen | Gecombineerd koppel | Aandrijving | Overbrenging     | Gewicht | 0–100 km/u | Topsnelheid | Jaartal     |
| ---------- | -------- | ----- | --------------------- | ------------------- | ----------- | ---------------- | ------- | ---------- | ----------- | ----------- |
| 60 TFSI e  | 3.0 TFSI | V6    | 449 pk                | 700 Nm              | quattro     | 8-traps S tronic | 2405 kg | 4,9 s      | 250 km/u    | 2019 - 2022 |

Diesel:
| A8         | A8      | A8    | A8       | A8     | A8          | A8                | A8      | A8         | A8          | A8          |
| Aanduiding | Type    | Motor | Vermogen | Koppel | Aandrijving | Overbrenging      | Gewicht | 0–100 km/u | Topsnelheid | Jaartal     |
| ---------- | ------- | ----- | -------- | ------ | ----------- | ----------------- | ------- | ---------- | ----------- | ----------- |
| 50 TDI     | 3.0 TDI | V6    | 286 pk   | 600 Nm | quattro     | 8-traps tiptronic | 2050 kg | 5,9 s      | 250 km/u    | 2017 - 2022 |
| 60 TDI     | 4.0 TDI | V8    | 435 pk   | 900 Nm | quattro     | 8-traps tiptronic | 2265 kg | 4,4 s      | 250 km/u    | 2020 - 2020 |

| A8L        | A8L     | A8L   | A8L      | A8L    | A8L         | A8L               | A8L     | A8L        | A8L         | A8L         |
| Aanduiding | Type    | Motor | Vermogen | Koppel | Aandrijving | Overbrenging      | Gewicht | 0–100 km/u | Topsnelheid | Jaartal     |
| ---------- | ------- | ----- | -------- | ------ | ----------- | ----------------- | ------- | ---------- | ----------- | ----------- |
| 50 TDI     | 3.0 TDI | V6    | 286 pk   | 600 Nm | quattro     | 8-traps tiptronic | 2075 kg | 5,9 s      | 250 km/u    | 2017 - 2022 |
| 60 TDI     | 4.0 TDI | V8    | 435 pk   | 900 Nm | quattro     | 8-traps tiptronic | 2285 kg | 4,4 s      | 250 km/u    | 2020 - 2020 |

### Facelift
In 2022 kreeg de A8 een facelift met een nieuw radiatorrooster, nieuwe Matrix-LED koplampen en oled-achterlichten. Verder kreeg de wagen ook enkele technologsiche vernieuwingen, waaronder twee nieuwe full-HD-schermen voor de achterpassagiers en een remote park assist plus die de auto automatisch kan parkeren zelfs wanneer de bestuurder zich niet in de auto bevindt. In Nederland verdween de dieselmotor uit het bestelprogramma.
De facelift omvat ook de Audi A8 L Horch Founder's Edition, een extra lange versie van de A8 waarmee Audi op de Chinese markt de concurrentie wil aangaan met de Mercedes-Maybach S-Klasse. De A8 L Horch werd in China reeds op 29 oktober 2021 onthuld. Hiermee wordt de merknaam Horch voor het eerst sinds de Tweede Wereldoorlog weer gebruikt voor een luxeauto.

### Motoren
Benzine:
| A8         | A8       | A8    | A8       | A8     | A8          | A8                | A8      | A8         | A8          | A8           |
| Aanduiding | Type     | Motor | Vermogen | Koppel | Aandrijving | Overbrenging      | Gewicht | 0–100 km/u | Topsnelheid | Jaartal      |
| ---------- | -------- | ----- | -------- | ------ | ----------- | ----------------- | ------- | ---------- | ----------- | ------------ |
| S8         | 4.0 TFSI | V8 T  | 571 pk   | 800 Nm | quattro     | 8-traps tiptronic | 2305 kg | 3,8 s      | 250 km/u    | 2022 - heden |

PHEV:
| A8         | A8       | A8    | A8                    | A8                  | A8          | A8               | A8      | A8         | A8          | A8           |
| Aanduiding | Type     | Motor | Gecombineerd vermogen | Gecombineerd koppel | Aandrijving | Overbrenging     | Gewicht | 0–100 km/u | Topsnelheid | Jaartal      |
| ---------- | -------- | ----- | --------------------- | ------------------- | ----------- | ---------------- | ------- | ---------- | ----------- | ------------ |
| 60 TFSI e  | 3.0 TFSI | V6    | 449 pk                | 700 Nm              | quattro     | 8-traps S tronic | 2385 kg | 4,9 s      | 250 km/u    | 2022 - heden |

| A8L        | A8L      | A8L   | A8L                   | A8L                 | A8L         | A8L              | A8L     | A8L        | A8L         | A8L          |
| Aanduiding | Type     | Motor | Gecombineerd vermogen | Gecombineerd koppel | Aandrijving | Overbrenging     | Gewicht | 0–100 km/u | Topsnelheid | Jaartal      |
| ---------- | -------- | ----- | --------------------- | ------------------- | ----------- | ---------------- | ------- | ---------- | ----------- | ------------ |
| 60 TFSI e  | 3.0 TFSI | V6    | 449 pk                | 700 Nm              | quattro     | 8-traps S tronic | 2415 kg | 4,9 s      | 250 km/u    | 2022 - heden |